# Enigmatochromis lucanusi
Enigmatochromis lucanusi – gatunek małej, słodkowodnej ryby z rodziny pielęgnicowatych (Cichlidae). Jedyny przedstawiciel rodzaju Enigmatochromis.
Występuje endemicznie w zachodniej Gwinei, w ciepłych wodach o temperaturze ok. 24 °C. Dorasta do 4,5 cm długości.
W 2004 roku gatunek ten został sprowadzony do hodowli akwarystycznych w Kanadzie, Stanach Zjednoczonych i Europie. Nadano mu handlową nazwę Pelvicachromis sp. „blue fin”, ponieważ przypuszczano, że jest blisko spokrewniony z Pelvicachromis roloffi. Analizy morfologiczne i behawioralne wykazały, że nowy gatunek różni się od Pelvicachromis.
Naukowy opis Enigmatochromis lucanusi został opublikowany w 2009 roku na podstawie osobników z rzeki Foto w pobliżu Fria. Istotną cechą gatunku są – oprócz różnic morfologicznych – elementy ubarwienia samic niespotykane u innych Chromidotilapiini.